# キャナルシティ博多
キャナルシティ博多（キャナルシティはかた、Canal City HAKATA）は、福岡県福岡市博多区住吉一丁目にある複合商業施設。1993年（平成5年）6月3日に着工。1996年（平成8年）4月20日に開業した。福岡地所が所有・運営している。

## 概要

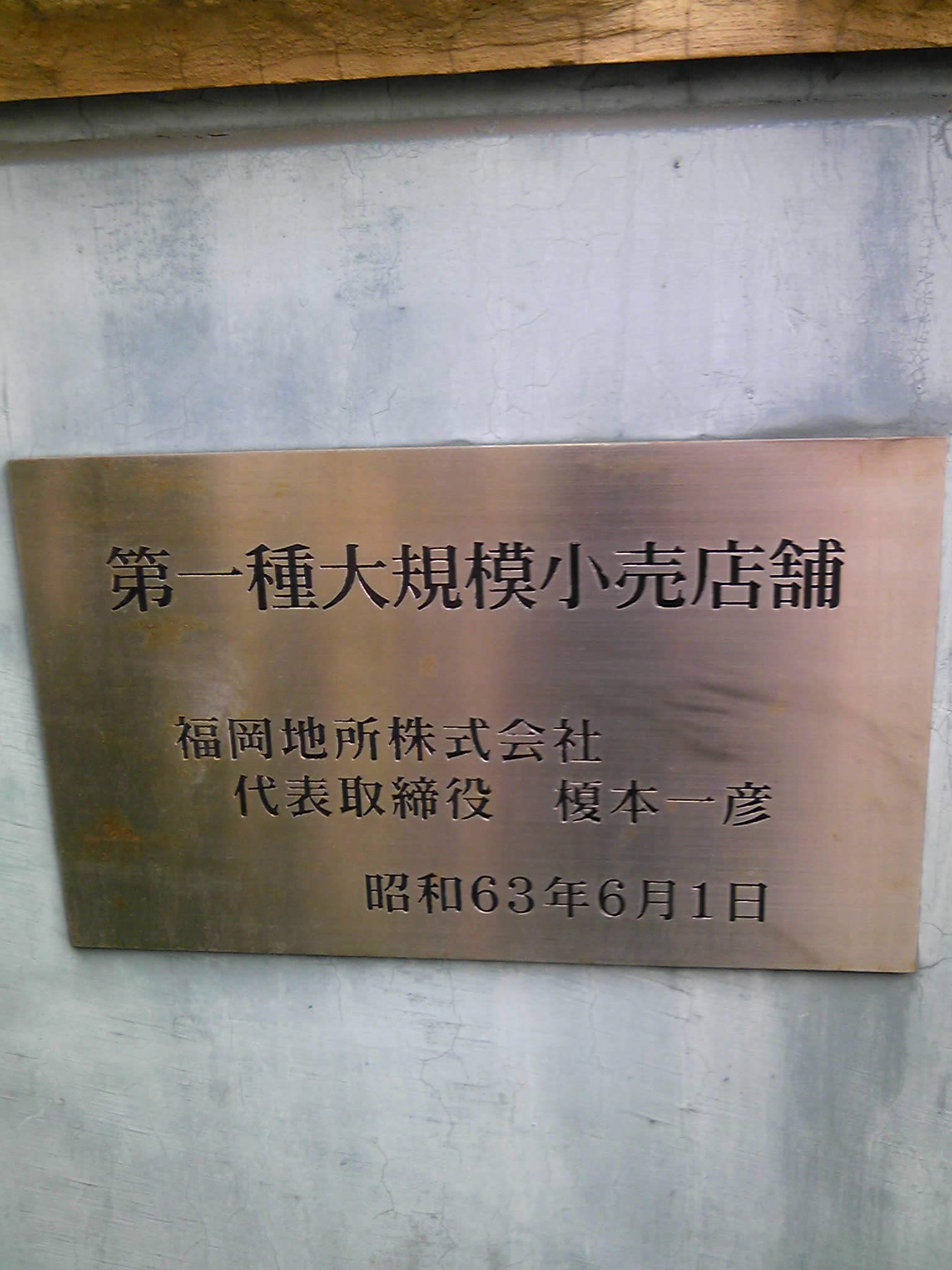
大規模小売店舗表示板
（2013年3月26日撮影）

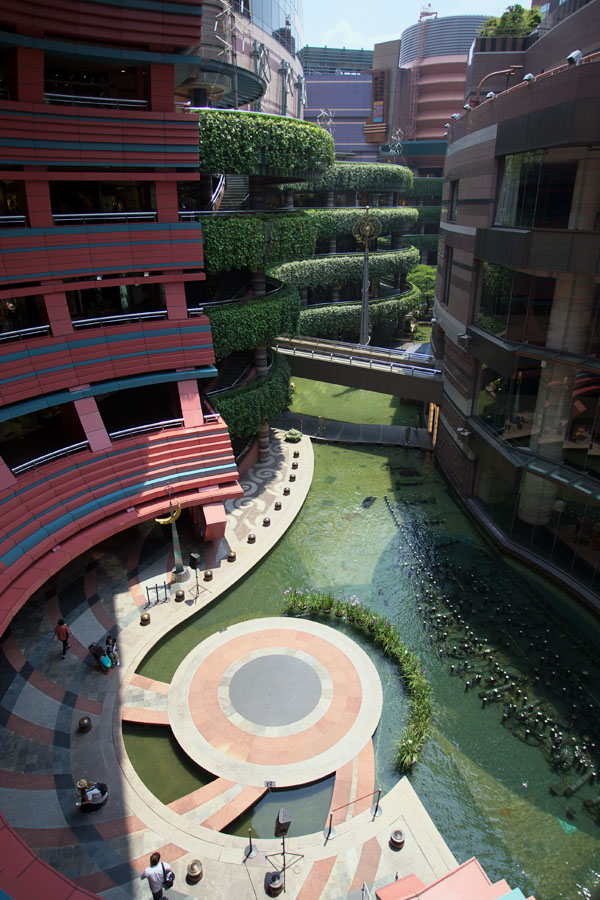
施設内を流れる運河

旧福岡シティ銀行（現：西日本シティ銀行）系列の不動産会社である福岡地所が、1996年4月に、カネボウプール（さらにその前は鐘紡の工場・一時期はゴルフ練習場や駐車場にもなっていた）跡地にオープンさせた。建築デザインはアメリカ人建築家ジョン・ジャーディが担当した。ジョン・ジャーディは他にも六本木ヒルズやリバーウォーク北九州、大阪のなんばパークスをデザインしたことでも知られる。
1977年12月にカネボウ工場敷地の一部（1万m2）を購入。当初はマンションを建設予定であったが、残りの敷地も手に入れる可能性が出たことから途中で方針を転換。商業施設「サンライフシティ（仮称）」としてダイエーをキーテナントとして計画を進めた。
当初は「ショッパーズプランタン博多」や「KOU's」を核テナントとする予定であったが、開業直前にダイエー系のディスカウントショップ「ダイエーNOW」と「メガバンドール」を核テナントに決定した。
施設は7つの建物群から構成されている。キャナルシティ・オーパビルが中央部に位置し、それを扇状に拡げる形でシアタービル、福岡ワシントンホテルビル、ビジネスセンタービル、アミューズメントビル、メガストアビル、オーパビルの対向にグランドハイアット福岡ビルが置かれている。4階以下ではシアタービル、福岡ワシントンホテルが入居するビル、アミューズメントビル、メガストアビルはキャナルシティ・オーパビルを介して一体となっており、地下1階・1階・3階でその他のビルと連絡している。
英語で「運河」を意味する「キャナル (canal) 」の名前の通り、地下1階には疑似運河が流れている。ほとんどの施設は運河の東にあり、「グランドハイアット福岡」のみ運河の西にある。施設中央の運河沿いにはサンプラザステージがあり、ほぼ毎日マジックショーなどの様々なイベントが行われており、週末を中心に音楽ライブや地元テレビ局の番組収録なども頻繁に行われている。
クリスタルキャニオン南側のガラス壁面にはビデオアートのアーティスト、ナム・ジュン・パイクによる180台のブラウン管モニターを敷き詰めた作品「Fuku/Luck,Fuku=Luck,Matrix」が開業時より設置されている。設置から20年以上経過しモニターの故障が相次いだため、2019年に一旦映像放映を停止し、修繕作業を経て2021年8月より放映を再開した。
なお、キャナルシティ博多の西側近隣は九州最大の歓楽街・中洲の南端に位置する南新地であり、水商売、風俗店やラブホテル等のビル・店舗が西方周辺すぐ近くに林立している。
2023年3月27日にキャナルシティのすぐ前に福岡市地下鉄七隈線の櫛田神社前駅が開業。イーストビル直結の出入口も整備される。

## 沿革
- 1996年（平成8年）4月20日 - オープン
- 1996年（平成8年）5月19日 - 福岡シティ劇場（現・キャナルシティ劇場）がオープン
- 2005年（平成17年） - AMCキャナルシティ13が「ユナイテッド・シネマキャナルシティ13」に改称
- 2011年（平成23年）9月30日 - キャナルシティ博多イーストビル（第2キャナル）グランドオープン

## 主要施設

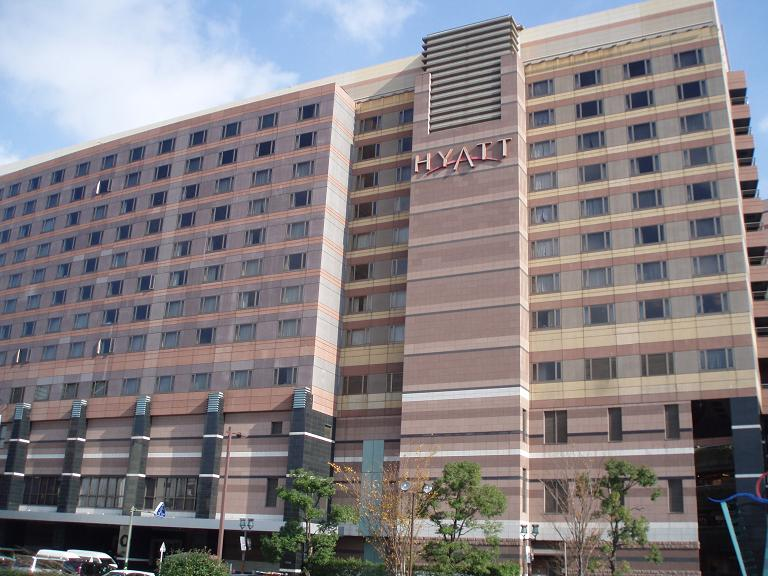
グランドハイアット福岡

### 劇場・シネマコンプレックス
キャナルシティ劇場（ノースビル）
- 旧称は劇団四季専用の「福岡シティ劇場」、2010年（平成22年）5月に四季が福岡定期公演事業の撤退に伴い、通常の演劇用途の劇場に改装し、2010年（平成22年）11月に改称。

ユナイテッド・シネマ キャナルシティ13（センターウォーク）
- シネマコンプレックスチェーン。デジタルIMAX設備有り。当初はAMCだったが経営権が異動し改装。ユナイテッド・シネマでは全国では当館だけの食事をしながら映画を鑑賞できる「プレミアム・ダイニング・シネマ」 がある。

### ホテル
グランドハイアット福岡
- キャナルシティ商業施設の対岸にある。

キャナルシティ・福岡ワシントンホテル
- フロントのみ1階で、客室は5階以上のフロア。
- 「博多」ではなく「福岡」と名乗っているのは、近隣にあるワシントンホテル社運営の博多ワシントンホテル（現・博多中洲ワシントンホテルプラザ）との混同を避けるためである。

- ウィキメディア・コモンズには、キャナルシティ・福岡ワシントンホテルに関するカテゴリがあります。

### 主なテナント（物販・飲食）
ノースビル
- MUJI - 松坂屋銀座店（閉店）、東京ミッドタウン、新宿についで全国で4店舗目（西日本では初）、「MUJI」名称のフラッグシップストア
- カービィカフェ HAKATA

センターウォーク
- ラーメンスタジアム（フードテーマパーク）
- ゲームセンター タイトーステーション

サウスビル
- ニトリ
- Alpen FUKUOKA（1F-3F、西日本地区旗艦店、2023年9月15日開業）
- THE GUNDAM BASE FUKUOKA
- バンダイナムコ Cross Store

グランドビル（グランドハイアット福岡B1）
- CANAL Gourmet Street KUOHKA

#### キャナルシティオーパ
- アパレルブランドショップ・雑貨
- ファーストフード・カフェ
- 土産物店
- キャラクターショップ
  - 「どんぐり共和国」、「ジャンプショップ」、「ディズニーストア」、「ウルトラマンワールドM78」など。

## キャナルシティ博多イーストビル
キャナルシティ博多イーストビルはキャナルシティ博多のうち2011年（平成23年）9月30日に開業した部分。計画段階では第2キャナルと呼ばれた。九州新幹線全線開業に合わせ商業施設の増設が計画され、当初は10階程度のビルを建設し核テナントとしてディズニー関連施設が入る計画だったが、世界同時不況に伴い計画は撤回され、核テナントとして、九州初出店となるスウェーデン発のカジュアルファッションブランドH&M、国内最大規模となるZARAやインテリア雑貨Francfranc、九州最大級ユニクロなど計16店舗が入居しグランドオープンした。
「緑」と「癒し」をコンセプトに設計されており壁面には、国内最大規模（面積約3,000 m2）のユニット型壁面緑化を施し、緑化の樹種に排気ガスの吸着分解に優れる常緑ツル性植物などを採用。中央部にはシンボルツリーとして、常緑広葉樹のシマトネリコを配置されている。また、既存棟とは空中回廊ブリッジで繋がれており、イーストビルとは回遊性が保たれている。
当初は、2023年（令和5年）5月 までにイーストビルを解体したのち当面は駐車場として活用される見通し だった。2023年3月24日に詳細が発表され、2023年5月にイーストビルの営業を終了した後解体、その後2024年夏から工事着工開始までの間期間限定広場として運用した後、商業施設やハイクラス賃貸レジデンス、短期から長期滞在までを担うサービスアパートメントを擁した新イーストビル（仮称）として工事を始める。

### 主なテナント
- H&M
- ZARA - 国内最大級
- HAKATA Francfranc
- ユニクロ - 九州最大級
- Bershka（ベルシュカ）

## 会員カード
キャナルシティ博多では、会員カードとして「f-JOYカード（旧・キャナルシティカード）」を発行しており、100円の利用（対象外テナント有）で1ポイントが貯まり、500ポイントで500円のお買物券と交換というシステムとなっている。発行手数料100円、期限は最終利用日から1年間有効となっている。従来発行された「キャナルシティカード」も、有効期限内であれば引き続き利用が可能。また、この「f-JOYカード」は、「木の葉モール橋本」との共通ポイントカードとなっている（かつては「リバーウォーク北九州」、「マリノアシティ福岡」とも共通であったが、前者は福岡地所による運営の終了、後者は閉館により対象外となった）。また、別途特典の付いたクレジット機能付きのf-JOY VISAカード（九州カード発行）も発行している。
なお、キャナルシティ博多においては、「キャナルシティオーパ」内の全138テナント（2010年（平成22年）11月現在）にて、2011年（平成23年）3月31日までで「f-JOYカード」へのポイントの付与が終了した。

## 高速バスのりば
2010年7月1日よりイーストビル隣のバス駐車場の一角に設置されているが、イーストビルの閉鎖に伴い2023年5月23日限りでバス駐車場が閉鎖されたことにより、高速バスのりばも休止となった。現在のところ再開の時期は不明。
※下表には休止直前まで発着していた路線を記載。☆印は夜行（無印は昼行）。
| 路線愛称              | 運行会社         | 経由地・行先                       |
| --------------------- | ---------------- | ---------------------------------- |
| さつきhighway         | さつき観光       | 唐津 → 伊万里 → 松浦 → 平戸        |
| ハッコーライナー      | ハッコートラベル | 高森 → 高千穂 → 延岡 → 門川 → 日向 |
| みとシティライナー    | 美登観光バス     | 宮崎 → 新富 → 高鍋 → 西都          |
| サンマリンライナー    | 南九州観光バス   | 宮崎                               |
| 南九号                | 南九州観光バス   | 鹿児島                             |
| ☆たびのすけバス       | 青垣観光バス     | 大阪                               |
| ☆コトバスエクスプレス | 琴平バス         | 高松 → 徳島 → 鳴門                 |
| ☆さくら高速バス       | 桜交通グループ   | 神戸 → 大阪                        |
| ☆さくら高速バス       | 桜交通グループ   | 名古屋                             |

バス停留所開設当時は西鉄運行（運行補助路線を含む）の関東地区以外の本州方面ならびに鹿児島行夜行高速バスが発着していたが、2014年12月18日までに全路線が休廃止または乗り入れ終了となった。YOKAROは2013年8月1日に新高速乗合バス制度の運用開始によりそれまでの博多駅筑紫口から移転し停車開始。当初はほかに小浜温泉・臼杵・竹田・阿蘇・高千穂・佐世保・ハウステンボス行き路線も運行していたが休止。最後まで残った平戸線も2019年8月26日を以て運行終了、翌日よりさつき観光が運行を引き継いだ。ロイヤルエクスプレスは2016年7月より熊本行き路線を運行していたほか名古屋行き高速バスを停車させていたが、前者は運休、後者は2018年12月16日にHEARTSバスステーション博多が開業したため乗り入れ中止となった。
なお、森山観光バスのハートライナー（福岡市 → 鹿屋市）も乗り入れていたが、2022年1月11日以降は予約を受け付けておらず、2022年2月3日までに事業を停止した。
また、日本高速バスが運行するWILLER EXPRESSの大阪・京都方面路線は2022年4月29日より博多バスターミナル発着となり、乗り入れを終了した。
バスターミナル休止に伴い、福岡市内の停車地が当バスターミナルのみの昼行各路線については、「さつきhighway」はHEARTSバスステーション博多発着となったが、それ以外の昼行路線についてはすべて運行休止となっている。

## 事件
2024年7月4日、キャナルシティ・福岡ワシントンホテルの9階の客室内でベットの上で男女が死亡しているのが発見され、警察により心中と判断された。

## 交通アクセス

### 鉄道
- 福岡市交通局（地下鉄七隈線）櫛田神社前駅から徒歩約3分。
- 福岡市交通局（地下鉄空港線・箱崎線）中洲川端駅から川端通商店街を、または祇園駅から国体道路をそれぞれ通って徒歩約10分。
  - 川端商店街からシアタービルを結ぶ歩道橋がある。
- 西鉄福岡（天神）駅（西鉄天神大牟田線）から国道202号を東に進み、徒歩約15分。
- 博多駅（JR鹿児島本線・新幹線・博多南線・福岡市地下鉄空港線・七隈線）博多口から徒歩約10分。

### バス
最寄りバス停

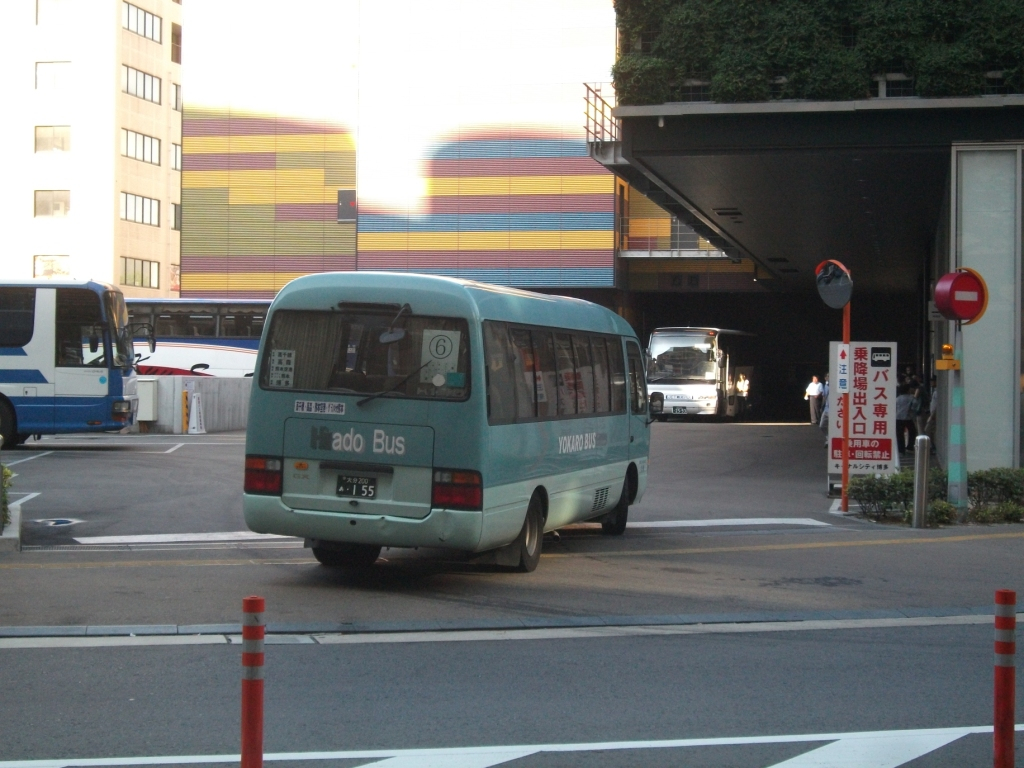
キャナルシティ博多停留所に進入する高千穂発のYOKAROバス

- 西鉄バス - 「キャナルシティ博多前」バス停・「キャナルシティ博多前（櫛田神社前駅）」バス停。
  - 国体道路を通る博多駅・天神経由の一般路線バスが停車する。

また、上記の高速バスのりばに発着する高速バスも利用可能である。